# Соловьёв, Михаил Сергеевич (переводчик)
Михаил Сергеевич Соловьёв (1862—1903) — педагог, переводчик, сын известного историка С. М. Соловьёва, брат, друг и единомышленник философа В. С. Соловьёва и издатель его сочинений, редактор посмертного издания его сочинений. Отец поэта и религиозного деятеля С. М. Соловьёва (младшего). Был близок со многими из символистов, особенно с Андреем Белым.

## Биография
Родился 16 (28) апреля 1862 года.
Преподавал историю и географию в одной из московских гимназий, при этом преподавательская деятельность являлась для него только средством заработка, а все интересы были в сферах литературы и культуры.
Перевёл на русский язык «Учение двенадцати апостолов», «Апологию Сократа», готовил исследование о Ламенне, занимался библеистикой и проблемой воссоединения Церквей.
Был женат на дочери переводчицы А. Г. Коваленской, художнице Ольге Коваленской (1855—1903), с которой познакомился, когда она давала уроки живописи его сестре Поликсене. На тот момент он был шестнадцатилетним гимназистом, а Коваленской было двадцать два года. Поженились они только в 1883 году — через шесть лет после знакомства, уже после окончания Михаилом университета — из-за разницы в возрасте семья Соловьёвых решительно противилась этому браку. Через два года у пары родился сын Сергей.
Чета проживала на втором этаже так называемого «Профессорского дома» на Арбате, 55.
Гостиная дома четы Соловьёвых была салоном интеллигенции Москвы где велись беседы о философских течениях, литературе и искусстве; здесь бывали Г. А. Рачинский, П. В. Безобразов, историк В. О. Ключевский и философ С. Н. Трубецкой, поэт В. Я. Брюсов и заезжали петербуржцы Д. С. Мережковский и З. Н. Гиппиус.

### Влияние на Андрея Белого
В квартире этажом выше в «Профессорском доме» жила семья профессора математики Н. В. Бугаева, у которого именно здесь, в этой квартире, в 1880 году родился сын Борис, в дальнейшем ставший известным как поэт Андрей Белый.
Михаил Соловьёв и Ольга Коваленская оказали большое влияние на становление писателя и поэта Андрея Белого, позднее изобразившего М. С. Соловьёва в мемуарных книгах «На рубеже двух столетий» и «Начало века»: «Впечатление уютного „подводного царства“ я ощутил, опустившись на этаж под нашу квартиру: там у нас буднично; и мебель стоит, как у всех; и сидят профессора, как у всех; а здесь все иное».
Взгляды В. С. Соловьёва, с которым Белый встречался в доме Соловьёвых, оказали на него сильное влияние. Так, именно в квартире четы Соловьёвых весной 1900 года В. С. Соловьёв читал отрывки из последнего своего сочинения «Три разговора», и А.Белый, бывший в тот вечер у Соловьёвых, имел короткую беседу с философом.
А.Белый писал, что «семья Соловьёвых втянула в себя силы моей души» отмечая, что в течение семи лет М. С. Соловьёв «более, чем кто-либо, переформировал меня … молча формировал мою жизнь», и считал М. С. Соловьёва одним из трёх людей сформировавших его жизнь наряду с отцом и Л. И. Поливановым.
Именно М. С. Соловьёв в издательства «Скорпион» напечатал рукопись Бориса Бугаева, после чего он стал «Андреем Белым».
В поэме «Первое свидание» Андрей Белый запечатлел воспоминание о доме Соловьёвых:
Михал Сергеич повернется

Ко мне из кресла цвета «бискр»;

Стекло пенснэйное проснется,

Переплеснется блеском искр;

Развеяв веером вопросы,

Он чубуком из янтаря,-

Дымит струями папиросы,

Голубоглазит на меня;

И ароматом странной веры

Окурит каждый мой вопрос;

И, мне навеяв атмосферы,

В дымки просовывает нос,

Переложив на ногу ногу,

Перетрясая пепел свой…
М. С. Соловьёв скончался в 3 часа утра 16 (29) января 1903 года от последствий пневмонии, его жена Ольга Михайловна сразу после смерти мужа покончила с собой (застрелилась через две минуты после его смерти). Оба супруга похоронены на кладбище Новодевичьего монастыря. Александр Блок посвятил памяти Соловьёвых стихотворение «У забытых могил пробивалась трава…»

## Переводы
- Платон (с древнегреческого):
  - Апология Сократа
  - Критон